# Osmiumpentacarbonyl
Osmiumpentacarbonyl, Os(CO)5 ist ein Metallkomplex bestehend aus dem fünfwertigen Osmium und dem Carbonylkomplex.

## Gewinnung
Analog zu Rutheniumpentacarbonyl wird auch Osmiumpentacarbonyl durch Triosmiumdodecacarbonyl und Kohlenstoffmonoxid bei 200-fachem Luftdruck und 280 °C hergestellt.

## Eigenschaften
Als Feststoff liegt Osmium(V)-carbonyl als weiß-gelbe Kristalle vor. Der Komplex ist auch robuster als Rutheniumpentacarbonyl und zersetzt sich erst ab 80 °C zu Triosmiumdodecacarbonyl.